# Buddleja filibracteolata
Buddleja filibracteolata là một loài thực vật có hoa trong họ Huyền sâm. Loài này được J.A.González & J.F.Morales mô tả khoa học đầu tiên năm 2007.